# Rhizogonium lamii
Rhizogonium lamii là một loài rêu trong họ Rhizogoniaceae. Loài này được Reimers mô tả khoa học đầu tiên năm 1930.